# What the Hell Just Happened?
»What the Hell Just Happened?« je pesem britanske country-pop skupine Remember Monday, s katero bodo zastopale Združeno Kraljestvo na Pesmi Evrovizije 2025. Pesem so napisale v sodelovanju z Julie Aagaard, Kes Kamara, Thomasom Stengaardom, Samom Brennanom in Tomom Hollingsom.

## Pesem Evrovizije
Britanska radiotelevizija (BBC) je 16. oktobra 2024 objavila, da bosta izvajalec in pesem, ki bosta zastopala Združeno Kraljestvo na Pesmi Evrovizije 2025, izbrana interno. Dne 7. februarja 2025 sta voditeljici BBC Radio 1 Natalie O'Leary in Vicky Hawkesworth namignili, da je bila skupina Remember Monday interno izbrana za zastopanje na tem tekmovanju. BC se na špekulacije ni odzval. Marca 2025 je bilo uradno potrjeno, da bo skupina nastopila na tekmovanju s pesmijo »What the Hell Just Happened?«.
Tekmovanje za Pesem Evrovizije 2025 bo potekalo v St. Jakobshalle v Baslu v Švici in bo sestavljeno iz dveh polfinalov, ki bosta potekala 13. in 16. maja, ter finala 17. maja 2025. Združeno Kraljestvo je član skupine Velikih 5 ter je samodejno uvrščen v finale tekmovanja.